# Azucsi
Azucsi (japánul 安土町, Azucsi-csó) egy japán település volt a Siga prefektúra Gamó körzetében. 2008. január 1-jén népessége 12 157 fő, népsűrűsége 500,28 fő/km² volt. A város teljes területe 24,30 km². 2010-ben beleolvadt Ómihacsiman városába.
A település a Siga prefektúra közepén volt található, Ómihacsiman és Higasiómi közé ékelődve. Három hegy öleli körbe Azucsit: északon a Azucsijama (198 m), keleten a Kinugaszajama (432 m), nyugaton a Micukurijama (375 m) védi a települést. Azucsitól nem messze található Japán legnagyobb tava, a Biva-tó, amely a harmadik legidősebb tó a világon.

## Története

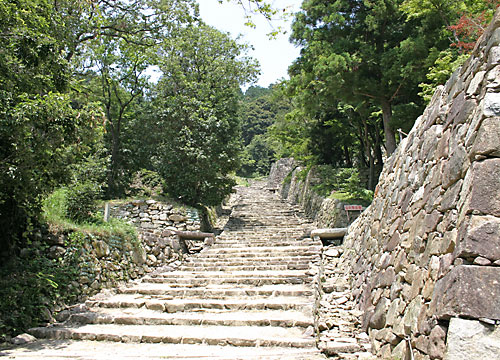
A várkastély romjához vezető kőlépcsők

A Japán történelem 1568 és 1603 közötti szakasza, az Azucsi–Momojama-kor, részben erről a településről és várkastélyáról kapta nevét. 1889-ben Meidzsi császár településreformjának köszönhetően Azucsi két részre szakadt: a település déli fele Oisó községgé, északi fele Azucsi községgé vált. 1954-ben a két Azucsi rész néven újra egyesült.
A vásútállomástól 1,5 km-re északra fekvő Azucsi várkastély romjai a város fő látványosságai közé tartoznak. A kastély a 16. századi Japán legfontosabb alakjának, Oda Nobunagának tulajdonában állt. 1576-ban építették, de 1582-ben már lepusztult volt. Egy kis félszigeten, az Azucsijama dombon áll Oda síremléke. A Sókendzsi templomot is Oda Nobunaga tiszteletére emelték. További látványosságok Japán első papneveldéjének romjai, amit az olasz Gnecchi Soldi Organtino atya építtetett 1581-ben, a Kuvanomidera templom, a Kannonsódzsi templom, a Szaszaki szentély, Nobunaga házának rekonstruckiója és az Oisó erdő és szentélye.
Azucsi oktatási rendszerét az Azucsi és Oisó általános iskolák valamint az Azucsi Középiskola alkotja.
A város határán a 8-as számú nemzeti országút halad át, amely Kiotó felől érkezik és Niigata felé folytatja útját. A vasúti közlekedés csomópontja a JR West Bivako-vonalán fekvő azucsi vasútállomás.

## Testvértelepülések
Partnervárosok az Oda Nobunaga társaságon keresztül:
- Anpacsi, Gifu prefektúra
- Ecsidzen, Fukui prefektúra
- Gifu, Gifu prefektúra
- Kanra, Gunma prefektúra
- Kijoszu, Aicsi prefektúra
- Komaki, Aicsi prefektúra
- Ógaki, Gifu prefektúra
- Takasima, Siga prefektúra
- Tendó, Jamagata prefektúra

Egyéb testvértelepülések:
- Mantova, Lombardia